# Negrine
Negrine est une commune de la wilaya de Tébessa en Algérie.

## Histoire
Site de l'ancienne colonie romaine Casae Nigrae.
Lieu de naissance de l'évêque schismatique berbère, Donat le Grand.
Une mosaïque datée de la période romaine, découverte en 2020 sur le territoire de la commune, constituerait une partie du toit de thermes romains.